# A letter from Kuwait
A letter from Kuwait er en dansk dokumentarfilm fra 1960 instrueret af Svend Aage Lorentz.

## Handling
Filmen handler om oliehandel ved Mina Al Aqbadi, og giver et kort indtryk af oilieudvindingens historie i Kuwait, der har ført til, at det lille land er centralt i Mellemøsten. Det startede i 1946 og udvikler sig over de følgende år. Den eksplosive vækst i Kuwait overvåges af Sheikh Abdullah fra Al Sabah familien. Filmen beskriver den offentlige sektors udvikling - politi, moderne bebyggelse og uddannelsestilbud.